# Après (film)
Pour les articles homonymes, voir Après.
Pour plus de détails, voir Fiche technique et Distribution.
Après (The Road Back) est un film américain réalisé par James Whale, sorti en 1937.

## Synopsis
Des soldats allemands, qui ont survécu à la Première Guerre mondiale sur le front occidental, luttent pour s'adapter à la vie civile dans les mois qui suivent l'armistice du 11 novembre 1918. L'un d'eux fait un mariage heureux alors qu'un un autre est attaqué par une bande de socialistes pour avoir continuer à porter son uniforme et ses médailles. Il est sauvé de la mort par d'autres hommes de son unité. Un autre vétéran découvre que la femme qu'il croyait être sa fiancée l'a trompé avec un homme qui a évité le service militaire et a fait fortune comme profiteur de guerre. La plupart d'entre eux souffrent aussi de stress post-traumatique. Tous trouvent que l'Allemagne a énormément changé pendant qu'ils étaient au front.

## Fiche technique
- Titre : Après
- Titre original : The Road Back
- Réalisation : James Whale
- Scénario : Charles Kenyon et R.C. Sherriff, d'après le roman Der Weg zurück d'Erich Maria Remarque
- Photographie : John J. Mescall et George Robinson
- Musique : Dimitri Tiomkin
- Société de production : Universal Pictures
- Pays d'origine : États-Unis
- Format : noir et blanc - 1.37:1 - Mono
- Genre : drame
- Durée : 97 minutes
- Date de sortie : 1937

## Distribution
- John 'Dusty' King : Ernst
- Richard Cromwell : Ludwig
- Slim Summerville : Tjaden
- Maurice Murphy : Albert
- Andy Devine : Willy
- Larry J. Blake : Weil
- John Emery : Capitaine Von Hagen
- Henry Hunter : Bethke
- Noah Beery Jr. : Wessling
- Eugene Gericke : Giesicke
- Barbara Read : Lucy
- Spring Byington : la mère d'Ernst
- Frank Reicher : le père d'Ernst
- Marilyn Harris : Maria, la sœur d'Ernst
- Jean Rouverol : Elsa
- Etienne Girardot : Maire
- Charles Halton : Oncle Rudolph
- Laura Hope Crews : la tante d'Ernst
- Louise Fazenda : Angelina
- Robert Warwick : Juge
- Samuel S. Hinds : Defense Attorney
- Arthur Hohl : Heinrich
- William B. Davidson : Bartscher
- Lionel Atwill : Procureur
- Al Shean : Markheim
- Clara Blandick : la mère de Willy
- Edwin Maxwell : Principal